# Ла-Альдеуела
Ла-Альдеуела (ісп. La Aldehuela) — муніципалітет в Іспанії, у складі автономної спільноти Кастилія-і-Леон, у провінції Авіла. Населення — 199 осіб (2010).
Муніципалітет розташований на відстані близько 140 км на захід від Мадрида, 65 км на південний захід від Авіли.
На території муніципалітету розташовані такі населені пункти: (дані про населення за 2010 рік)
- Ла-Альдеуела: 189 осіб
- Лос-Молінос: 4 особи
- Лас-Навас: 0 осіб
- Ель-Реойо: 6 осіб
- Соланас-дель-Карраскаль: 0 осіб
- Лас-Соланільяс: 0 осіб

## Демографія
Динаміка населення (INE ):

## Галерея зображень

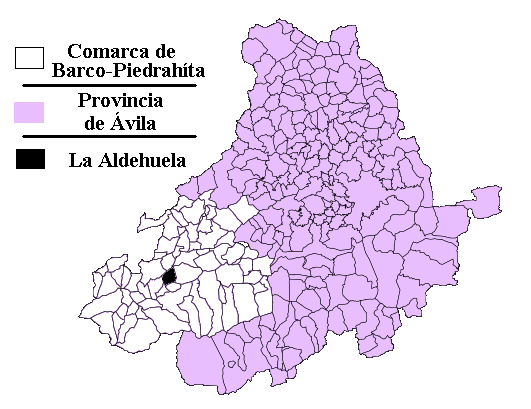
Розташування муніципалітету у провінції Авіла